# Командное чемпионство IWGP
Командное чемпионство IWGP (яп. IWGPタッグ王座) — является командным чемпионским титулом по рестлингу, которым владеет японский рестлинг-промоушн New Japan Pro-Wrestling (NJPW). IWGP — это аббревиатура руководящего органа NJPW, Международного гран-при по рестлингу (англ. International Wrestling Grand Prix). Титул был представлен 12 декабря 1985 года. Является одним из двух командных титулов в NJPW, наряду с командным чемпионством IWGP в полутяжёлом весе.
Смена титулов обычно происходит на шоу, проводимых NJPW; хотя титул лишь дважды переходил из рук в руки на шоу, не проводимых NJPW, он защищался в нескольких других промоушенах.

## История
До создания системы чемпионатов IWGP в New Japan Pro-Wrestling существовали североамериканское командное чемпионство NWA, титул, первоначально базировавшийся в Лос-Анджелесе, и международное командное чемпионство WWF International, титул по лицензии World Wrestling Federation, от которого отказались после прекращения рабочих отношений с WWF.
Первыми в истории чемпионами стали Кэнго Кимура и Тацуми Фудзинами, которые победили Антонио Иноки и Сейджи Сакагути в финале турнира и выиграли титул 12 декабря 1985 года на живом шоу NJPW. Помимо NJPW, командный титул также разыгрывался в американских промоушенах World Championship Wrestling (WCW) (ныне не существует) в начале 1990-х годов и Total Nonstop Action Wrestling (TNA) в 2009 году, а также в мексиканском промоушене Consejo Mundial de Lucha Libre в 2005 году.